# 五旬节 (阿西西)
《五旬节》（Pentecoste）是亚西西的圣方济各上层圣殿反立面的一幅湿壁画，由乔托绘制于1291-1295年，尺寸为 500 x 400 厘米。
画中描绘了使徒们在一座哥特式建筑内聚集，画面部分破损。